# Kelly Jonker
Kelly Jonker (Amstelveen, 23 maggio 1990) è una hockeista su prato olandese, vincitrice dell'oro olimpico a Londra 2012 e delle edizioni del campionato mondiale di L'Aia 2014 e Londra 2018.

## Palmarès
- Giochi olimpici

Londra 2012: oro.
Rio de Janeiro 2016: argento.
- Campionato mondiale

Rosario 2010: argento.
L'Aia 2014: oro.
Londra 2018: oro.
- Hockey Champions Trophy

Nottingham 2010: argento.
Rosario 2012: bronzo.
- Campionato europeo

Boom 2013: bronzo.
Londra 2015: argento.
Amstelveen 2017: oro.
Anversa 2019: oro.